# 2019年6月ホルムズ海峡タンカー攻撃事件
ホルムズ海峡タンカー攻撃事件（ホルムズかいきょうタンカーこうげきじけん）は、2019年6月13日の現地時間早朝に中東のホルムズ海峡付近で日本とノルウェーの海運会社が運航するタンカーが襲撃を受けた事件。
日本の国華産業所有のタンカー「コクカ・カレイジャス（Kokuka Courageous）」とノルウェーのフロントライン社所有のタンカー「フロント・アルタイル（Front Altair）」がリムペットマイン（吸着型水雷）もしくは飛来物による攻撃を受け、両船で火災が発生した。
アメリカとイランの軍関係者は攻撃後各船から乗組員を救助するなどの対応を行った。この攻撃事件は、2019年5月のオマーン湾での事件の1ヵ月後、そしてドナルド・トランプ米大統領との仲介をすべく安倍晋三首相がイランの最高指導者アリー・ハーメネイー（ハメネイ師）と会談した同日に発生した。
イランとアメリカの間の緊張が高まる中で発生した事件で、アメリカは攻撃の責任はイランにあると非難した。サウジアラビアとイギリスはアメリカを支持したが、日本とドイツはイランに責任があることの証拠について更なる調査を求めた。イランはこの疑惑を否定し、米国が虚偽の情報を広め戦争を挑発していると非難した。

## 背景
2019年5月と6月の2度の事件は、イラン・米国・サウジアラビア間で緊張が高まるさなかに発生した。2018年5月8日、米国はイランとの包括的共同行動計画（イラン核合意）から撤退し、イランの核計画に対する制裁を復活、イランに対して「最大限の圧力をかける」キャンペーンを開始した。これに対してイランは、日量約1,720万バレル、世界の石油消費量の約20パーセントが輸送される海運の要衝であるホルムズ海峡を封鎖すると脅迫した。制裁の結果、イランの石油生産量は史上最低を記録したが、サウジアラビアが供給を維持したため価格はおおむね安定したままだった。英BBCによると、イランに対する米国の制裁は「イラン経済の急激な低迷を招き、通貨価値を記録的な最低値に押し下げ、年間のインフレ率を4倍にし、外国人投資家を追い払い、抗議行動を引き起こした」。米トランプ大統領は、イランに対し核開発計画に関する協議を行うことを申し出、制裁措置を解除して経済の安定に寄与することを望んでいると述べたが、イランとの軍事衝突の可能性は除外しなかった。イラン側は、米国は新たな交渉を開始する前に、まず核合意に復帰しなければならないと述べた。
イラン・イラク戦争の際、イラクが1981年にペルシャ湾で「タンカー戦争」を始めたことに対しイランは1984年に反撃を始め、1987年にアメリカはクウェートのタンカーを守るためにアーネスト・ウィル作戦を開始した。2019年5月5日、米国家安全保障問題担当大統領補佐官ジョン・ボルトンは、諜報機関からイランの米軍攻撃計画について報告を受け、米国がイランに「明確なメッセージを送る」ためにエイブラハム・リンカーン率いる空母打撃群とB-52爆撃機4機を配備したと発表した。
6月のタンカー襲撃事件は、2019年5月のオマーン湾事件のほぼ1ヵ月後に発生している。国際的捜査の結果では、5月の事件はサウジアラビア・アラブ首長国連邦・ノルウェーの石油タンカー4隻を標的とするリムペットマイン設置作戦で、「ステート・アクター(state actor、国家側の行為者）」による攻撃とされた。米諜報部はこれをイランの攻撃であると非難し、両国間の緊張が高まった。
今回の事故で損害を受けたのは、ノルウェーの会社が所有するタンカー、フロント・アルタイル（Front Altair）と、サウジアラビア、カタール、アラブ首長国連邦からの石油製品を運んでいた日本の会社が所有するタンカーでパナマ船籍のコクカ・カレイジャス（Kokuka Courageous）の2隻だった。フロント・アルタイルはアブダビ国営石油（ADNOC）からのナフサを運んでいて、アラブ首長国連邦のルワイス  (Ruwais) から台湾へ向けて航行中であった。一方のコクカ・カレイジャスは、サウジアラビアのジュバイルとカタールのメサイードで搭載したメタノールをシンガポールに向けて輸送中であった。
この事件は、安倍晋三首相が2日間の日程でイランを訪問中に発生した。
安倍首相はドナルド・トランプ米大統領からイランの最高指導者ハメネイに宛てた親書を預かっていたが、ハメネイは受け取りを拒否し、「私はトランプ氏はメッセージ交換に値する人物とは考えていない。彼への返答は何もない。今も将来もだ。」と述べた。経済産業省によれば、標的となった船舶は「日本関連」の貨物を運んでいた。

## 攻撃内容

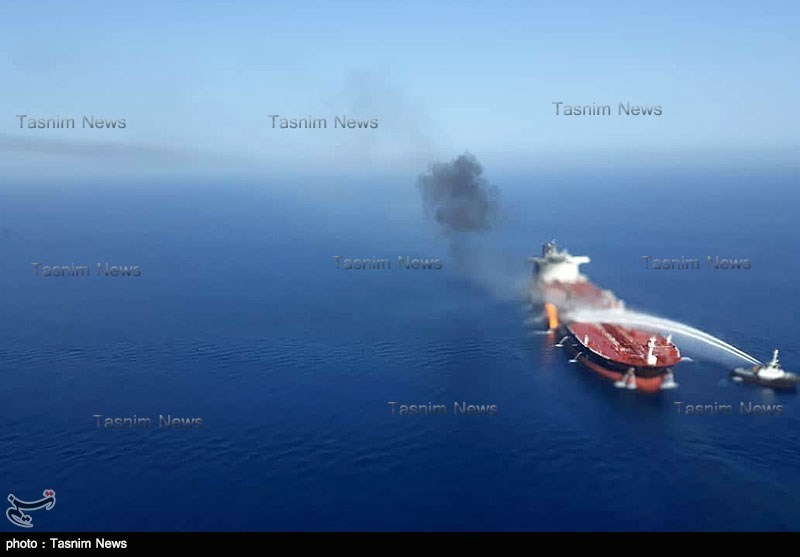
火災が発生したフロント・アルタイル号に対し消火活動を行うイラン海軍艦艇

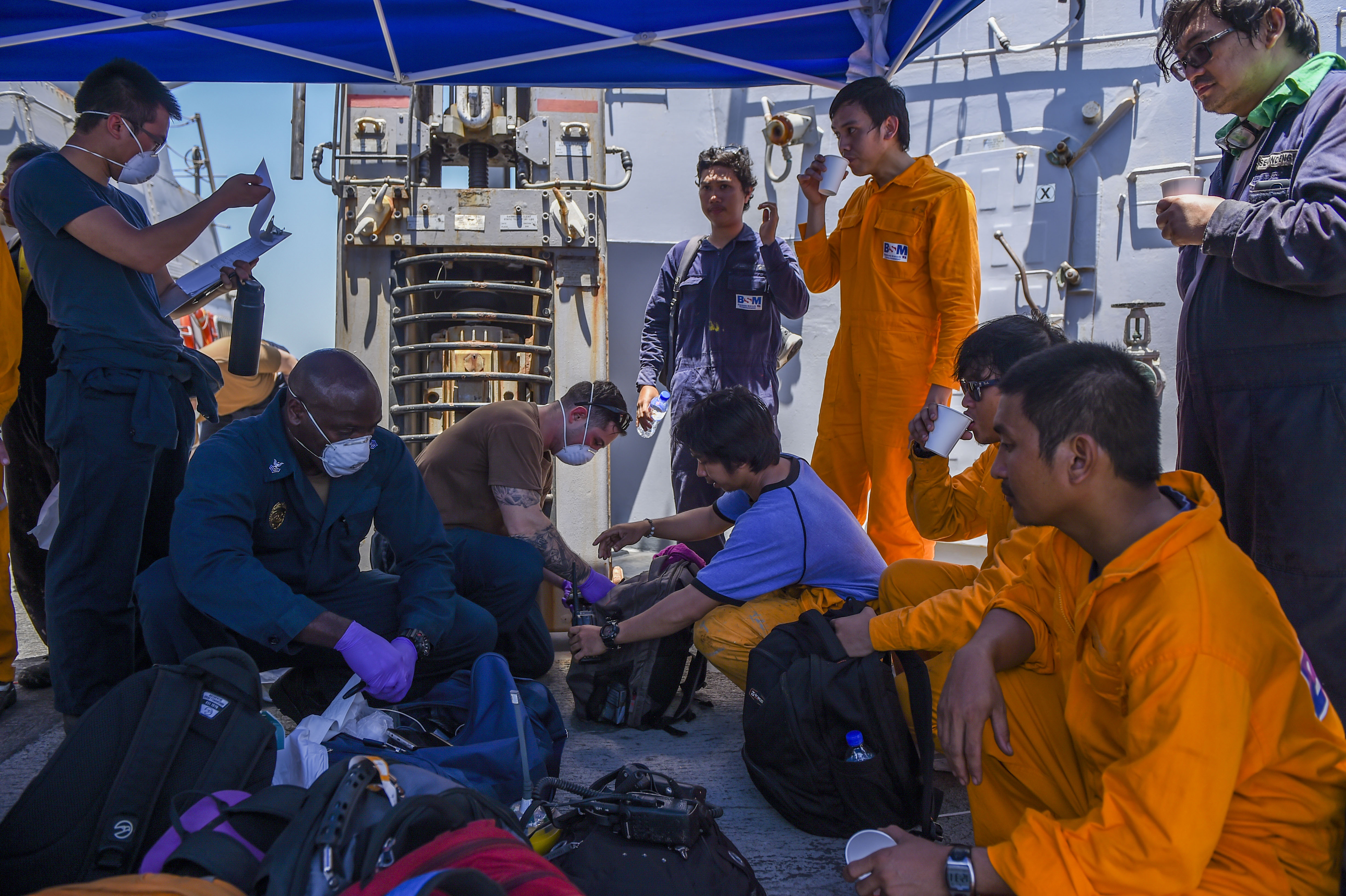
米艦ベインブリッジ (ミサイル駆逐艦)で手当てを受けるコクカ・カレイジャスの乗組員。

2019年6月13日、フロント・アルタイルとコクカ・カレイジャスは、オマーン湾国際海域を南東に向かって通過航海中であった。アメリカ当局者によると、このときアメリカの無人航空機MQ-9 リーパーが湾を航行中の2隻の商船に接近するイラン船を複数観測している。無人機に向けて地対空ミサイルが発射されたが、命中しなかった。米軍によると、ミサイルはSA-7の改良型であり、イランの本土から発射された。無人機への攻撃後、フロント・アルタイルとコクカ・カレイジャス双方で爆発が発生した。フロント・アルタイルをチャーターしていた台湾中油は、6月13日のGMT04:00頃に「魚雷による攻撃を受けた可能性がある」と発表した。コクカ・カレイジャスの船体は右舷側喫水線の上を損傷したと報じられた。アメリカ海軍によると、フロントアルタイルからの遭難警報を02:12 GMT（現地時間06:12）に、コクカ・カレイジャスからはGMT 03:00（現地時間07:00）に受信した。
両船で火災が発生したが、所有者であるフロントライン社と国華産業（三菱ガス化学の関連会社）は両船の乗組員は全員避難に成功したと発表した。なお国営イラン通信（IRNA）は当初フロント・アルタイルが沈没したと報道したが、後にフロントライン社の広報担当者によって否定されている。他の報道では、今回の攻撃にリムペットマイン（吸着型水雷）が使用された可能性があることが示唆された。イラン側は、イランが両船の44人すべての乗組員を救助し、全員をイランに連れて行ったと発表した。しかし、アメリカ海軍は攻撃後に両船を支援し、一部の乗組員を救助したと発表した。米当局者は、ミサイル駆逐艦ベインブリッジが、燃えているコクカ・カレイジャスからタグボートによって救出された21人の乗組員を収容したと述べた。
ドバイへ向けて航行中であったオランダ船もコクカ・カレイジャスの乗組員21人（全員フィリピン国籍）を救助し、オランダの海運会社Acta Marineによって確認された。フロント・アルタイルの乗組員23人は、まず近くを航行中であった韓国船 Hyundai Dubaiによって救助された。韓国の現代商船（Hyundai Merchant Marine Company）はこの救助を確認し、救助された乗組員を後にイランの救助艇に引き渡したと述べた。
米国諜報部の報告によると、乗組員が脱出した直後にイランの軍用艇が救助船（複数）を囲み、救助された乗組員の監護権を引き渡すように伝えたという。民間の救助船のうちの1隻が最終的にこの要求に応じた。
フロント・アルタイルの乗組員23人は、イランの海軍艦船に移送され、イランの地方港で上陸した後イラン南部の都市バンダレ・アッバースに移送された。重大な損傷はあったが、どちらの石油タンカーも沈没はしなかった。アメリカ海軍は事件発生後にミサイル駆逐艦メイソンを事件の場所に向かわせた。
また、事件後の6月20日には、イスラム革命防衛隊はイランの領空内でアメリカの無人偵察機RQ-4を撃墜したと発表した。米軍も撃墜を認めたが、領空侵犯については否定しており、攻撃を強く非難している。

## 事件後処理
事件の後、コクカ・カレイジャスはアラブ首長国連邦のカルバ港に曳航された。コクカ・カレイジャスとフロント・アルタイル両船の海難救助活動にはオランダのボスカリス社が当たることとなった。
6月15日、フロント・アルタイルの乗組員はイランのバンダレ・アッバース発のイラン航空便でアラブ首長国連邦のドバイに移動した。フロントライン社のCEOであるRobert Hvide Macleodは「全員イランで非常によく看護されており、皆調子が良い」と語った。
コクカ・カレイジャスの乗組員21人は救助された後にアメリカ海軍の第5艦隊によって船に戻った。
フロント・アルタイルはアラブ首長国連邦のホルファッカン港に曳航された。両船とも貨物を荷降ろしし、専門チームによる損害査定を受ける予定である。

## 攻撃責任の所在
事件の当日、米国務長官マイク・ポンペオはイランがこの攻撃に責任を負っていると述べた。ポンペオはこの評価を「諜報、使用された武器、専門家の意見」および「船舶に対するイランの最近の同様の攻撃」に基づいて行ったとした。ニューヨーク・タイムズ紙は、（米国からの）直接の反撃を回避するのに十分な曖昧さを保てる場合、イランがアメリカに対抗するためにこのような攻撃を行い得るだろうとする専門家の見解を報じた。これに対しイラン政府は一切の責任を否定し、疑惑を批判した。米国防長官代行パトリック・シャナハンは、米国は情報の機密扱いを一部解除し解放することによって、「この国際問題への国際的合意形成」を望んでいると述べた。
6月13日、米軍は、現地時間の午後4時10分にイラン革命防衛隊の隊員がリムペットマインの不発弾をコクカ・カレイジャスから除去していることを示すとする動画を公開した。動画に映る巡視艇は、イスラム革命防衛隊海軍が使用している巡視艇と型式とサイズが一致し、シェブロンパターンとセンターコンソールも同じであった。イランは、米国の非難には根拠がないとした。
6月14日、海運会社国華産業の堅田豊社長は、乗組員は「飛来物でやられたと言っている。彼らは自分の目でそれを見た」と説明し、「2発目を目撃した乗組員もいる」と述べた。また「攻撃を受けた場所は水面よりだいぶ上。魚雷や機雷であれば海面より上で損害を受けることはない」「機雷ではなく砲弾のようなものではないか」としたが、一方でこれは「単なる仮定または推測」とも述べた。
また6月14日、タスニム通信は、ホルモズガーン州の港湾長が初期調査の結果技術的な理由で火災が発生したことを示し、外部の物体がどちらかの船に当たったという証拠はないと述べたと報じた。
イランの国連代表部は米国とその地域の同盟国に対し「この地域での迷惑な計画と偽旗作戦をやめさせる」との声明を発表した。アナリストのフランソワ・ハイスブール (François Heisbourg) は、「ヨーロッパには米国の動機について多くの疑念があります。海という環境は特に情報操作がしやすい - トンキン湾事件を思い出してください。」と述べた。アナリストのアンソニー・コーデスマンは「ISIS（ダーイシュ）が共通の2つの敵国 - アメリカとイラン - を敵対させるきっかけとして攻撃を実行した可能性、あるいは、サウジアラビアとアラブ首長国連邦がイランへの圧力を増大させるために事件を起こした可能性」を提起した。

## 反応

### 政治面

#### イラン
事件が報道された後、イラン外相モハンマド・ジャヴァード・ザリーフは、Twitterで「今朝起きたとみられる出来事は"疑わしい"という言葉では言い尽くせない」と述べた。またこの襲撃を「Bチーム」による妨害外交の一環だと説明した。イランの国連代表部は、アメリカ合衆国とその同盟国に対し「この地域での迷惑な計画と偽旗作戦を止める」よう要求した声明を発表した。

#### アメリカ合衆国

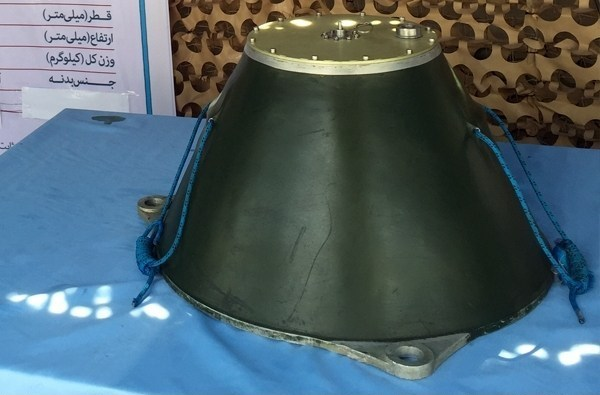
2015年に見られたイラン製リムペットマイン。

米国の当局者は攻撃の責任はイランにあると非難しており、国務長官マイク・ポンペオは米国は「当該地域における勢力と利益を守るだろう」と述べている。またトランプ大統領はFOXニュースのインタビューを受けた際、攻撃の責任はイランにあると断言し、イランを「テロの国（"a nation of terror"）」と呼んだ。サウジアラビア外務大臣アーディル・アル＝ジュベイルは、「イランにはこうした事を行った歴史がある」と述べ、ポンペオに同意した。イギリス外務・英連邦省も米政府の評価と同意見で、オマーン湾での石油タンカーへの2度の攻撃はイランの責任とし、ジェレミー・ハント外相はイランの行動を「非常に愚か」と述べた。イラン国連代表部は、イラン政府は攻撃に対して責任があるという米国の主張を「断固として拒絶し」、「可能な限り最も強い言葉で」非難したとして、米国の非難に応酬した。
2020年の米大統領選候補バーニー・サンダース上院議員は、イランとの戦争は「米国、イラン、地域および世界にとって紛れもない災害になるだろう」と付け加えながら、この事件を「徹底的に調査」するよう求めた。同じく民主党の2020年大統領選候補エリザベス・ウォーレン上院議員はサンダースに同調し、「イランとの戦争へ向けた動きを非常に憂慮している」と述べた。
6月17日、イスラエルのマアリヴ紙は、国連本部の外交筋がイランに対する戦術的攻撃、つまり核計画に関連するイランの施設への空爆を実施するというアメリカの計画を明らかにしたと報道した。

#### その他の国
サウジアラビア王太子ムハンマド・ビン・サルマーンは攻撃の責任はイランにあると非難した。サウジアラビアのエネルギー大臣ハーリド・アブドゥルアズィーズ・アル＝ファーリハは、この事件に対して「迅速かつ決定的な対応」を求めた。サウジアラビア外務大臣アーディル・アル＝ジュベイルは、「イランにはこうした事を行った歴史がある」と述べ、米国の立場に対する支持を表明した。
イスラエル首相ベンヤミン・ネタニヤフは、この事件で「世界は米国を支援する必要がある」と述べた。
英国外務省は「6月13日にイラン軍の一部であるイスラム革命防衛隊が2隻のタンカーを襲撃したことはほぼ確実だ。国家であれ非政府組織であれ、これができる組織はほかに考えられない」とする声明を出した。ジェレミー・ハント英外務大臣は、「当然、同盟国のアメリカを信じることが我々の出発点である」そしてイギリスは「冷静かつ慎重に独自の評価を行う」と述べた。英外務省はまた、イランがオマーン湾の2019年5月の事件を画策したとして非難し、「フジャイラの港近くで4隻の石油タンカーが標的となった5月12日の襲撃事件に対するUAE主導の調査では、事件は訓練されたステート・アクター(state actor、国家側の行為者）によって行われた。イランがこの攻撃の責任を負っていると確信している」と述べた。しかしこの立場に対し、「信頼できる証拠」の存在に疑問を投げかける野党党首のジェレミー・コービンは異議を唱えている。
ドイツ政府は「エスカレーションのスパイラルは避けなければならない」と主張した。 米中央軍が公表した動画についてドイツのハイコ・マース外相は「最終的な評価をするにはこれでは十分ではない」と述べた。一方、イタリアのエンツォ・モアヴェロ・ミラネージ外相は、「世界に平和と安定のための道を見出す余地があると思う」と述べた。
中国の習近平国家主席は上海協力機構の会議席上でイランの大統領ハサン・ロウハーニーに、事件の進展にかかわらず中国はイランとの関係を促進するだろうと語った。ロシアのセルゲイ・リャブコフ外務副大臣は「拙速に結論を出すことや、ロシアが糾弾したくない人たちを糾弾する試み」がないようにと警告した。
2019年6月14日、ノルウェーのイーネ・エーリクセン・ソーライデ外務大臣は「ノルウェー側としては、調査の最終結果を待っている」「すべての関係者が自制し、問題がエスカレートする原因をつくるような行動を避けるよう促す」と述べた。ノルウェー外務省はこの攻撃によって当該地域の緊張が高まると考え、 ノルウェー海事局はオマーン湾にいる5隻のノルウェー船に警告を出した。
日本の安倍晋三首相は、2019年6月14日夜の記者会見でタンカー2隻への攻撃を「断固非難する」と述べたが、攻撃国名については言及しなかった。安倍首相のこの発言は、ドナルド・トランプ大統領との電話会談の後に行われた。公開された動画を確認した後、安倍に近い情報筋は「これらがイランであることを明確に証明するものではない」および「疑惑を主張したのが米国であっても、私たちはそれをそのまま信じるとは言えない」と述べた。

#### その他の機関
国連安全保障理事会は6月13日、この事件に関する非公開の会合を開いた。
国際独立タンカー船主協会の会長であるパウロ・ダミコ（Paulo d'Amico）は、この地域の他の船舶とその乗組員の安全性に対する懸念を表明した。また、事件の結果、ホルムズ海峡を通る輸送はさらなる損害に対する懸念のため遅延した。
アラブ連盟事務局長アハマド・アブルゲイトは、国連安全保障理事会に対し、責任ある者に対して措置を講じ、海上安全保障を維持するよう求めた。 6月14日にニューヨークの国連本部でアントニオ・グテーレス国連事務総長と会談した後、アブルゲイトは「責任の所在を明確にする必要があると考えている ...事実はやがて明らかになるだろう。時間の問題だ」とした。また、米国がイランがこの攻撃に関与していると非難している中、アブルゲイトは次のようにも述べた。「私からイランの人々への呼びかけだ。イランの兄弟たちよ、用心して引き返せ。あなた方がこの対立を推し進めるたなら、結果誰もが無傷では済まなくなる」。

### 経済面
1ヵ月にわたる価格下落傾向であった原油価格は、事件後、はじめ4%も上昇したが、その後2%の上昇に落ち着いた。襲撃事件の結果ホルムズ海峡における原油出荷量が減少したためで、石油価格の上昇は石油の供給に関する不確実性に起因するものである。6月17日に石油の価格は以前の減少傾向に戻り、1.7%下がった。
貨物船の保険額もこの事件に呼応して上昇しており、このため石油価格は今後上昇する可能性がある。ブルームバーグでは、ペルシア湾における戦争リスク保険料は5月の事件後にすでに増加していたおり、スーパータンカーの場合は50,000ドルから185,000ドルに急上昇したと報じられた。
また、日本でも海運最大手の日本郵船で、内藤忠顕代表取締役社長をトップとする対策本部が設置され、ホルムズ海峡付近では、全速力で通過するようにするとの指示がなされるなど、輸送体制の見直しが行われた。